# Compagnie des Automobiles du Sud-Ouest
La Compagnie des Automobiles du Sud-Ouest de la ville d’Angoulême commence à produire des automobiles en 1899. En 1900, après seulement deux ans sur le marché, la production s’arrête.

## Historique

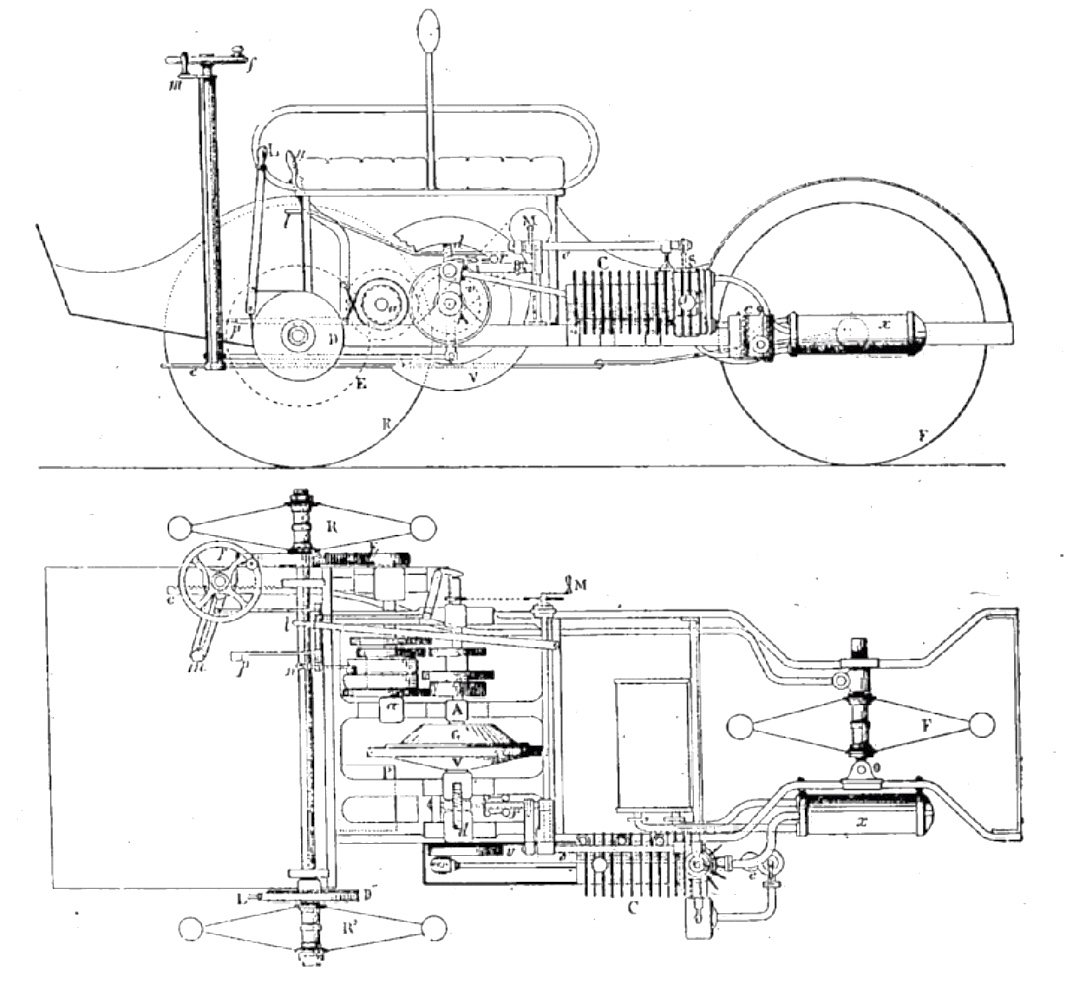
Dessin de construction d’André Py avec vue latérale et vue de dessus de 1899.

Le modèle André Py était un tricycle similaire à la Voiturette des Automobiles Léon Bollée. La particularité était la traction avant et la direction des roues arrière avec une seule roue arrière. Le véhicule offrait de la place pour deux personnes qui s’asseyaient dos à dos. La banquette arrière pouvait être rabattue pour les travaux d’entretien sur le moteur monocylindre de 3,5 ch.
La boîte de vitesses avait trois vitesses. Les vitesses dans les différents rapports étaient les suivantes : 1re vitesse 8 km/h, 2e vitesse 18 km/h et 30 km/h en 3e vitesse. 
La capacité du réservoir était de 12 litres et permettait une autonomie de 180 km. La charge utile était de 300 kg. La longueur du véhicule était de 2 750 mm, la largeur maximale de 1 420 mm. Le prix d’achat était de 3 000 francs.
En plus de la Voiturette, un camion de 8 ch et une fourgonnette de 8 ch, des tracteurs et des autobus à vapeur étaient également offerts.
Au premier Salon de l'automobile de Paris 1898, Andé Py expose un véhicule pour faire la publicité de ses produits.